# نانریچ
نانریچ (به انگلیسی: Nannerch) یک منطقهٔ مسکونی در بریتانیا است که در Flintshire واقع شده‌است. نانریچ ۲۳۳ نفر جمعیت دارد.